# Peter Yates
Peter James Yates (Aldershot, 24 luglio 1929 – Londra, 9 gennaio 2011) è stato un regista e produttore cinematografico inglese.

## Biografia
È stato candidato al premio Oscar al miglior regista nel 1980 per la direzione di All American Boys e nel 1984 per Il servo di scena. Tra gli altri film da lui diretti, da ricordare Bullitt (1968).

## Filmografia

### Cinema
- Summer Holiday - Vacanze d'estate (Summer Holiday) (1963)
- One Way Pendulum (1964)
- Rapina al treno postale (Robbery) (1967)
- Bullitt (1968)
- John e Mary (John and Mary) (1969)
- L'uomo che venne dal nord (Murphy's War) (1971)
- La pietra che scotta (The Hot Rock) (1972)
- Gli amici di Eddie Coyle (The Friends of Eddie Coyle) (1973)
- Ma chi te l'ha fatto fare? (For Pete's Sake) (1974)
- Codice 3: emergenza assoluta (Mother, Jugs & Speed) (1976)
- Abissi (The Deep) (1977)
- All American Boys (Breaking Away) (1979)
- Uno scomodo testimone (Eyewitness) (1981)
- Krull (1983)
- Il servo di scena (The Dresser) (1983)
- Eleni (1985)
- Suspect - Presunto colpevole (Suspect) (1987)
- Labirinto mortale (The House on Carroll Street) (1988)
- Un uomo innocente (An Innocent Man) (1989)
- L'anno della cometa (Year of the Comet) (1992)
- Un adorabile testardo (Roommates) (1995)
- Un sogno senza confini (The Run of the Country) (1995)
- Amori e ripicche (Curtain Call) (1998)

### Televisione
- Il Santo (The Saint) – serie TV, 7 episodi (1963-1965)
- Gioco pericoloso (Danger Man) – serie TV, 7 episodi (1965 - 1967)
- Dick Carter, lo sbirro (Koroshi), co-regia di Michael Truman – film TV (1968)
- Don Chisciotte (Don Quixote) – film TV (2000)
- A Separate Peace – film TV (2004)